# Rogue River Pedestrian Bridge
Die Rogue River Pedestrian Bridge ist eine Fußgängerbrücke über den Rogue River in Grants Pass, Oregon, USA.
Sie verbindet die Grünanlagen des Reinhart Volunteer Park über den tief eingeschnittenen Fluss hinweg mit dem Tussing Park.
Die von Jiří Stráský und dem für OBEC Engineers tätigen Gary Rayor entworfene und 2000 fertiggestellte Spannbandbrücke ist 200,55 m lang. Ihr 4,27 m breites Spannband wird von zwei Pfeilern im Achsabstand von 73,15 + 84,73 + 42,67 m gestützt, ihre zwei stählernen Bänder tragen vorgespannte Fertigteilplatten aus Beton. Der Durchhang beträgt maximal 1,54 m. Mittig unter dem Spannband sind Versorgungsleitungen aufgehängt.